# Diplous aterrimus
Diplous aterrimus är en skalbaggsart som beskrevs av Pierre François Marie Auguste Dejean. Diplous aterrimus ingår i släktet Diplous och familjen jordlöpare. Inga underarter finns listade i Catalogue of Life.